# Naldo Prosper
Naldo Prosper (ur. 3 maja 2002) – maurytyjski zapaśnik walczący w stylu wolnym. Brązowy medalista igrzysk Wysp Oceanu Indyjskiego w 2023. Piąty na igrzyskach frankofońskich w 2023 roku.